# ボールドウィンDR-12-8-1500/2形ディーゼル機関車
ボールドウィンDR-12-8-1500/2は、1945年12月から1948年7月の間にアメリカのボールドウィン・ロコモティブ・ワークスが製造した本線用の8動軸の電気式ディーゼル機関車である。形式名のDRは「Diesel Road locomotive」すなわち「本線用ディーゼル機関車」を表し、続く12-8は12車軸・8動軸を、1500/2は1500馬力のエンジンを2基搭載している、という意味である。2両1組で3000馬力の機関車として製造された。
軸配置は2-D+D-2であり、車体下部には合計12軸の車輪が並んでいた。そのため、センチピード(ムカデ)という愛称で呼びならわされた。

## 解説
ボールドウィンの蒸気機関車や電気機関車のプラクティスを踏襲したベビーフェイスと呼ばれる前頭部形状をまとい、1945年から1948年にかけて計54両が製造された。2両1組での使用が前提とされ、2両間の連結には棒連結器が使用された。メーカーによる製造番号も、2両とも同じであった。ペンシルバニア鉄道(PRR)のものは、ロードナンバーも2両とも同じであった。製造番号とロードナンバーは、後年、サフィックスが付与され、区別された。
車体は、接続された2組の頑丈な鋳鉄製の動台車の上にのせかけた構造である。各動台車の車端側には先台車がおかれ、曲線部で動台車を案内し、高速走行時の安定性を高める役割を持っていた。配線は金属製の配管の中を通してあったが、実際には煩雑なものであった。旅客列車牽引のため、蒸気発生装置も搭載された。
まず、プロトタイプとなる2両ユニット(ロードナンバー6000および6001)が1945年に製造され、アメリカ国内の各鉄道会社を巡回した。これにより、PRR、メキシコ国鉄 (NdeM)、シーボード・エア・ライン鉄道(SAL)が本機を発注した。各鉄道事業者により、外観は若干異なる。2両のデモ車両は、本来ユニオン・パシフィック鉄道の998号・999号としてオーダーされたものであるが、売却することができず、最終的にはスクラップとなった。
センチピードは、当初こそ旅客列車牽引に充当されたが、ディーゼル機関車の技術水準が向上したことにより、早くに陳腐化してしまった。信頼性に乏しい上、1両ずつ製造されたために同じ形式なのに配線や装備が異なって日常のメンテナンスには非常に手間のかかるものだった。2両1組で、ブレーキシューが96個、ブレーキシリンダーは40個も装備しているのである。PRRのセンチピードは、後年、出力を2両あたり5000馬力に落とされ、ハンプ押し上げや補助機関車として使用された。1958年には、アルコRSD-12が配備され、全機運用から離脱した。現在、保存されているセンチピードはない。

## 6000馬力のセンチピード試作車
1943年、ボールドウィンは試験的に6000馬力のセンチピードを製作した。その車体にはロードナンバー6000という番号が振ってあった。車体側面には丸い舷窓が18個も並んでいた。
この機関車は2-D+D-2というセンチピードと同じ軸配置を持つが、エンジンも走行システムも異なった。搭載するエンジンはV型8気筒ディーゼルエンジン、それと発電セットを8組搭載し、1組が1動軸を駆動するというものであった。しかし、実際には4組しか搭載されていなかった。
1両のみのこの試作車は、製造からほどなくして廃車され、そのフレーム以下足回りはシーボード・エア・ライン鉄道の4500号に再利用された。